# Droga krajowa B24 (Austria)
Droga krajowa B24 (Hochschwab Straße)  - droga krajowa w Austrii. Arteria zaczyna się kilka kilometrów na południe od Mariazell i prowadzi w kierunku zachodnim. B24 kończy się na skrzyżowaniu z Erlauftal Straße.